# 三菱地所
三菱地所（日语：／ mitsubishi jisho */?）是日本大型不動產公司及綜合地產發展商，也是三菱集團的核心企業之一，與三井不動產、住友不動產並稱為「不動產御三家」。其營業額位居業界第二，營業利潤則居業界第一。每位社員一年間分配的純利益約為一億日圓（2011年3月）。

## 概要
三菱地所是三菱集團的核心企業之一。因為在舊三菱財閥開發的東京「大丸有地區」（大手町、丸之內、有樂町）持有30棟以上的大樓，在丸之內一帶形成了「三菱村」。
目前，三菱地所正在東京大丸有地區進行大樓改建的都市再生事業，從1998年至2017年的20年間，投資總額為9,500億日圓。這個投資計劃，是將現有的大樓改建為附加了辦公業務、商業和文化機能的摩天大樓，希望能藉此提升既有大樓和新建大樓的出租率含租金。現在「第一階段」已經完成，共興建了丸之內大廈、日本工業俱樂部會館、三菱UFJ信託銀行本店大厦、丸之內OAZO、東京大廈、新丸之内大廈、東京半島酒店等6棟建物。
從2008年開始、預計2017年完成的「第二階段」將改建七至八棟大廈。2009年已經完成古河大廈、丸之內八重州大廈、三菱商事大廈三棟整合改建計畫後誕生的「丸之內花園大廈」、三菱一號館的建設。丸之內永樂大廈（丸之內1-4計畫、東銀大廈等改建計劃）和大手町一丁目第2地區計畫的施工還在持續進行中。
此外，以「PARK HOUSE」為品牌的分契式公寓事業為主體，開發了許多東京都中心的高級公寓、仙台市的泉花園城（泉パークタウン）等住宅建案。2009年公寓提供戶數排行位居全日本第八名（2,188戶）、東京首都圈內第七名（1,659戶）。
近年也開始進行商業設施的開發、營運，包括御殿場PREMIUM OUTLETS在內的暢貨中心（由營運公司Chelsea Japan出資）、丸之內一帶的商業化在內等等。此外也營運健身俱樂部、高級飯店皇家花園飯店等等的設施。

## 沿革

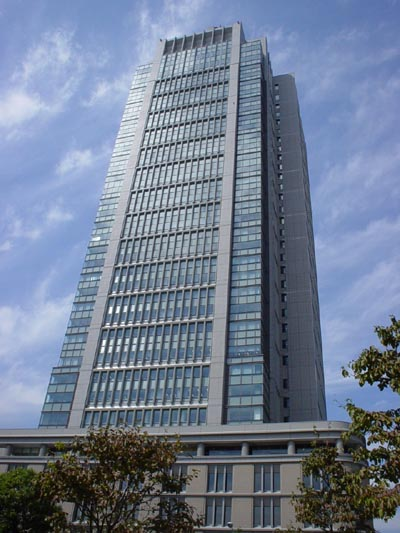
丸之內大廈

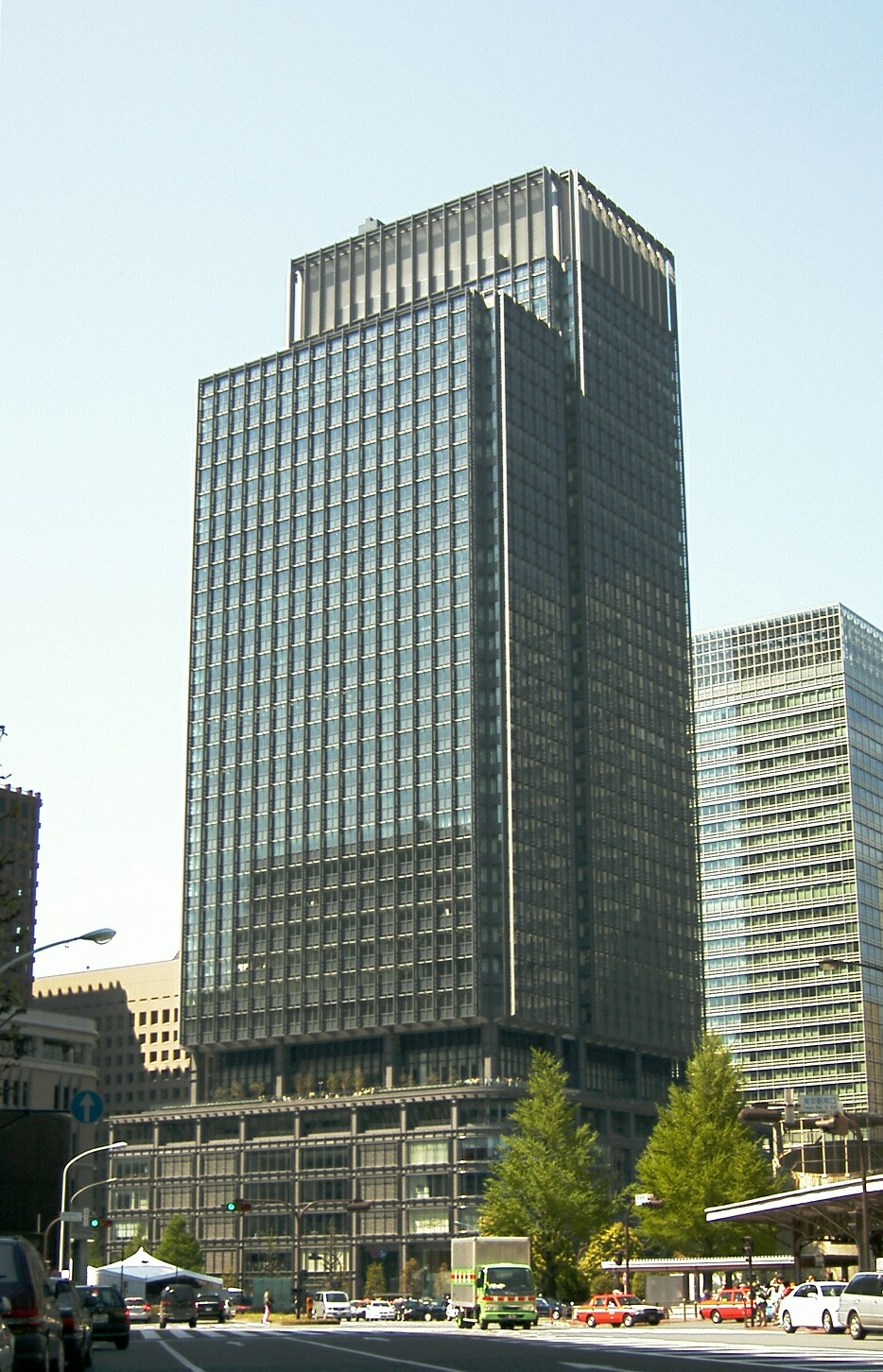
新丸之內大廈

- 1937年 - 三菱地所由三菱合資会社的不動產部門、建築部門分出，成為獨立公司
- 1952年 - 第一代新丸之內大廈（新丸ノ内ビルヂング）完工
- 1953年 - 併購陽和不動産株式会社、開東不動産株式会社
- 1965年 - 大名古屋大廈（大名古屋ビルヂング）完工
- 1968年 - 三菱東9號館（三菱一號館）拆除
- 1969年 - 赤坂PARK HOUSE（赤坂パークハウス）完工，開始進入分契公寓事業
- 1972年 - 泉花園城（泉パークタウン）第一期完工
- 1981年 - 日比谷城（日比谷シティ，日比谷國際大樓）完工
- 1986年 - 廣尾花園之丘（広尾ガーデンヒルズ）完工
- 1989年 - 買下美國紐約市洛克菲勒中心
- 1990年 - 投資美國洛克菲勒集團
- 1993年 - 橫濱地標大廈完工
- 1993年 - PARK HOUSE多摩川（パークハウス多摩川）完工
- 1996年 - 大阪优雅花园（大阪アメニティパーク，簡稱OAP）完工
- 2001年 - 三菱地所設計由三菱地所分出，成為獨立公司
- 2002年 - 丸之内大廈完工
- 2004年 - 丸之內OAZO（丸の内オアゾ）完工
- 2005年 - 東京大廈（日语：東京ビルディング (丸の内)）（東京ビルディング）完工
- 2006年 - 獲得第三屆日本最佳停車獎（日本ベストパーキング賞）優秀獎（系統、相關部門）[2]。
- 2007年 - 新丸之內大廈完工
- 2008年 - 南砂町購物中心「SUNAMO」完工
- 2009年 - 丸之内花園大廈（丸の内パークビルディング）完工、三菱一號館重建
- 2010年 - 東久留米購物中心「QURUNE」完工

## 主要持有的大廈、商業設施等

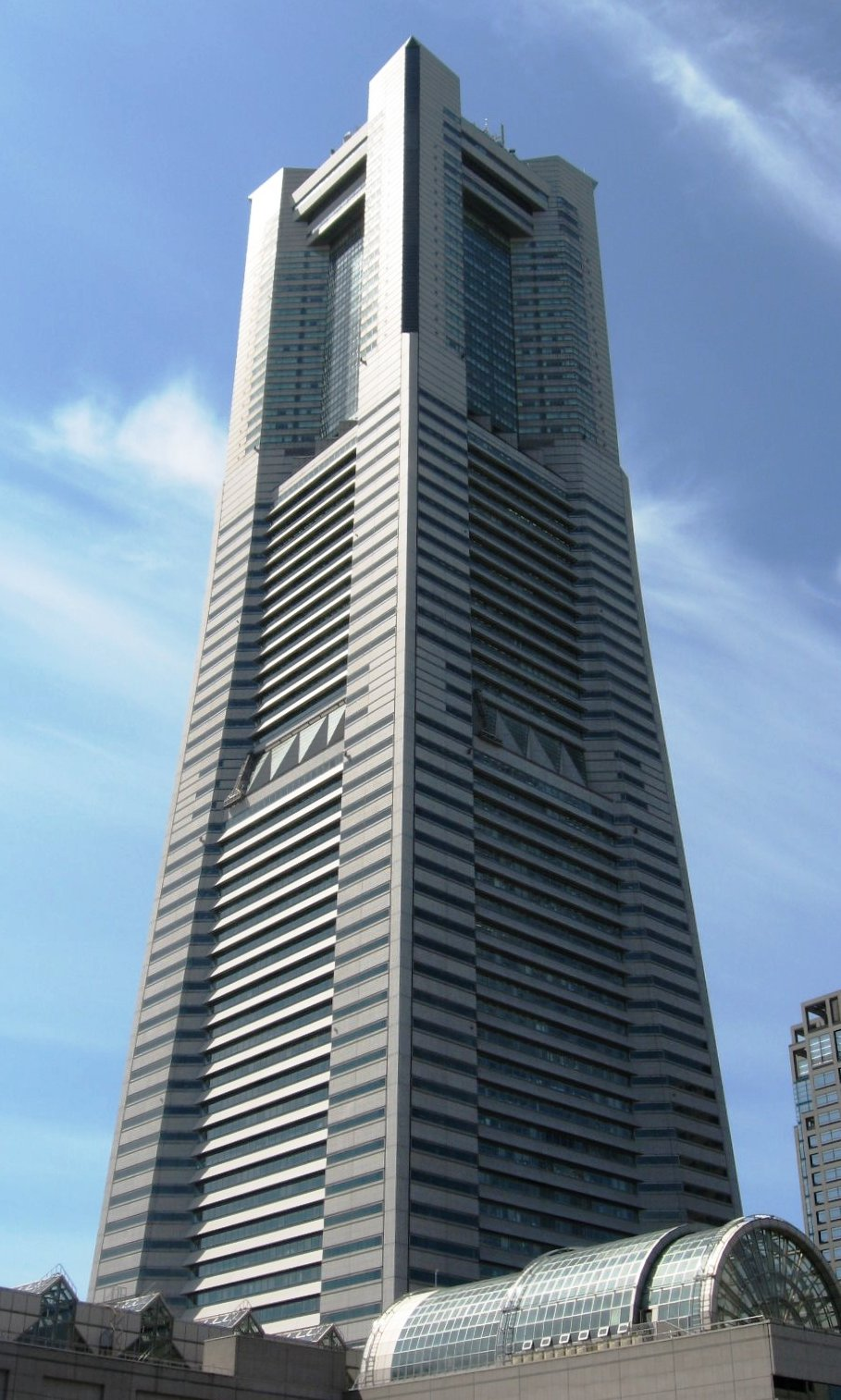
横浜地標大廈

- 丸之內大廈（丸大廈）
- 新丸之內大廈（新丸大廈）
- 三菱一號館美術館
- 丸之内OAZO
- 東京大廈TOKIA（日语：東京ビルディング (丸の内)）
- 日比谷城
- 山王公園塔
- 新青山大廈
- 皇家公園汐留塔（ロイヤルパーク汐留タワー）
- 水城台場（アクアシティお台場）
- 横濱地標大廈
- 橫濱皇后廣場
- 港北MINAMO
- 大名古屋大廈
- 大阪優雅花園
- IMS（日语：イムズ）
- 川崎Le FRONT（2004年轉移管轄權至三菱電線工業）

## 早期建物的命名
在1990年代以前，由三菱地所設計、監造的建物在日文中都以「○○ビルヂング」來命名。這樣的命名方式是將英語單字「building」的「d」發音，不使用日語中的「ジ」（日本式羅馬字為「zi」），而用「ヂ」（日本式羅馬字為「di」）來表示。這樣的命名方式與現在大多使用「ビルディング」作為「building」的日文表現方式不同。

## 社長
| 任屆  | 姓名       | 在任期間    | 畢業學校             |
| ----- | ---------- | ----------- | -------------------- |
| 初代  | 渡辺武次郎 | 1952 - 1969 | 東京高等商業學校     |
| 第2代 | 中田乙一   | 1969 - 1980 | 小樽高等商業學校     |
| 第3代 | 伊藤達二   | 1980 - 1987 | 東京商科大學         |
| 第4代 | 髙木丈太郎 | 1987 - 1994 | 中央大學經濟學系     |
| 第5代 | 福澤武     | 1994 - 2001 | 慶應義塾大學法學系   |
| 第6代 | 髙木茂     | 2001 - 2005 | 慶應義塾大学經濟學系 |
| 第7代 | 木村惠司   | 2005 - 2011 | 東京大學經濟學系     |
| 第8代 | 杉山博孝   | 2011 -      | 一橋大学經濟學系     |

## 資料來源與注釋
1. ↑  LTD., MITSUBISHI ESTATE CO.,. . www.mec.co.jp.   [2018-09-18]. （原始内容存档于2018-08-19） （日语）.
2. ↑   (PDF).   [2011-12-22]. （原始内容存档 (PDF)于2011-09-25）.
3. ↑  目前日語中的「ヂ」的训令式罗马字表記為「zi」，而平文式羅馬字的表記則為「ji」。

## 外部連結
- 三菱地所株式會社 （页面存档备份，存于） （日語）（英文）
- 台灣三菱地所 （页面存档备份，存于） （繁體中文）（日語）